# Buntdolomit
Der Buntdolomit ist eine lithostratigraphische Einheit in den Nördlichen Kalkalpen. Er tritt häufig verzahnt mit der Gutenstein-Formation und der Steinalm-Formation auf. Seinen Namen hat er nach der stark variierenden, durch deutliche Bankung hervortretenden Struktur. In der stratigraphischen Tabelle von Österreich ist der Buntdolomit nicht als eigene Einheit ausgewiesen. Möglicherweise handelt es sich beim Buntdolomit um diagenetisch veränderte Hallstätter Kalke.

## Beschreibung
Der Buntdolomit ist ein grobkörniger, kieseliger, grau bis brauner Dolomit, der massig oder grob gebankt sein kann. Die Tone des Buntdolomits sind ausgeprägt farbig und verteilen sich in feinen Linsen oder schmierigen Lagen mit grüner, türkiser, hellroter, rostbrauner oder violetter Farbe. Sie dominieren die gesamte Gesteinsfarbe gerade wegen ihrer feinen Verteilung. Der Kieselgehalt und die bunten Tone können nach Tollmann & Schlager als tuffige Einstreuungen des Vulkanismus in der Zeit des Illyriums gedeutet werden. Die Schichtmächtigkeiten betragen einige Zehnermeter.
Der Buntdolomit hat muschelige bis glatte Bruchflächen und verwittert nicht grusig, sondern wie bei der dunklen Variante des Gutensteiner Dolomit in zerfurchten, klotzigen Formen, die bei hellerer Verwitterung aus den Hängen optisch hervorstechen.
Mikroskopisch im Dünnschliff betrachtet, wechseln die Kristalle in einem verzahnten Gefüge zwischen fein- und grobkörnigen Ausbildung. Oft sind sie von Säumen aus Brauneisen umrandet, die für rötliche Farbtöne sorgen. Die wenigen Klüfte können mit Calcit oder ebenfalls mit braunem oder rotem Material gefüllt sein, das als faserig-verfilzte Kristalle in die Dolomitmatrix hineinragt. Eine Detailuntersuchung am Gosaukamm zeigt nur wenige eingeschlossene Fossilien, am ehesten solche von Kalkalgen.

## Bildungsbedingungen
Der Buntdolomit ist wie der Gutensteiner Dolomit ein in der Trias am Boden von Flachmeeren entstandenes Sediment. Die Ablagerung erfolge bei Meerestiefen bis zu maximal 200 m und vorwiegend im Anisium. Das damalige Klima war warm, der Bildungsraum war ein Riffkomplexen vorgelagertes flaches Becken.
Im Dachsteingebiet (Oberösterreich-Salzburg) sind die beiden Dolomitarten eng verzahnt und lithologisch ähnlich, unterscheiden sich aber in der Färbung der eingebundenen dünnen Tonschichten.